# Veronica Wagner
Isabella Minna Veronica Wagner, född 7 juli 1987 i Hägersten, är en svensk fysioterapeut och tidigare gymnast. 
Wagner tävlade i artistisk gymnastik, en av gymnastikens fyra olympiska discipliner. I sitt första senior-SM 2002 vann Wagner allroundguldet överlägset genom att vinna alla fyra discipliner. I Aten 2004 tävlade Veronica Wagner som första svenska kvinnliga gymnast på 20 år i ett OS. I april 2006 rankades Wagner som världens åttonde bästa damgymnast. 
En svår övning i fristående namngavs först efter Veronica Wagner, en dubbel framåtvolt i pik. Hon genomförde volten under EM i Volos 2006. Namngivningen visade sig dock sedan vara felaktig eftersom övningen inte utfördes på ett världsmästerskap, olympiskt mästerskap eller olympiskt juniormästerskap. På världsmästerskapet 2015 genomförde Brenna Dowell denna övning och en dubbel framåtvolt i pik har därmed officiellt fått namnet Dowell.

## Biografi

### Tidiga år och seniordebut
Wagner började med gymnastik vid fem och ett halvt års ålder och sin elitsatsning vid 10-11 års ålder, vilket är väldigt sent. Wagner tävlar för klubben Stockholm Top Gymnastics, som bildades 1992, och hade Staffan Söderberg som tränare. Söderberg var också Sveriges förbundskapten för kvinnlig artistisk gymnastik år 1995-2011.
I sitt första senior-SM 2002 vann Wagner allroundguldet överlägset, endast 14 år gammal, genom att vinna alla fyra discipliner.

### 2004 till 2007
I Aten 2004 tävlade Veronica Wagner som första svenska kvinnliga gymnast i ett OS på 20 år. Hon genomförde tävlingen trots en fotskada, blev 55:a, men gjorde ändå personligt rekord i mångkamp.
Fotproblem höll Wagner borta från tävling under stora delar av 2005. I oktober gjorde hon internationell comeback vid världscupen i Glasgow och blev 7:a i hopp. I november tävlade hon i VM i Melbourne och slutade på 30:e plats i mångkampen. I april 2006 rankades Wagner som världens 8:e bästa damgymnast, dock i samband med ändringar i poängberäkningssystemet.
Veronica Wagners bästa resultat var en silvermedalj i hopp vid världscupen i Maribor april 2007, guld i hopp och bom samt brons i fristående vid världscupen i Buenos Aires i juni samma år. Detta var de bästa resultaten någonsin för en svensk, kvinnlig gymnast.
Wagner vann sju SM-guld i gymnastik i mångkamp under åren 2002–2011. Bara Ann-Sofi Colling Pettersson har vunnit fler, åtta stycken, under år 1951-1958 på damsidan. Detta kan jämföras med gymnasterna på herrsidan där Anders Lindh har vunnit 10 SM-guld i mångkamp, tätt följd av Johan Jonasson med nio.

### 2008 och 2009
Hennes främsta mål var att tävla i olympiska sommarspelen 2008 i Peking. I juni 2008 nekade dock Sveriges Olympiska Kommitté (SOK) Wagner att åka till OS trots klarad kvalgräns, på grund av långvariga skadeproblem. 
Veronica Wagner gjorde under världsmästerskapen 2009 i London internationell comeback efter ett nästan 1,5 år långt tävlingsuppehåll på grund av en snedbelastning i höften. Vid VM tog sig Wagner som första svenska någonsin till en så kallad "24-final" i mångkamp. Wagner slutade på 21:a plats efter ett fall i Barr. Det är det bästa resultatet i mångkamp av en svensk kvinnlig gymnast i ett internationellt mästerskap.

### 2010-talet
Fram till och med oktober 2010 hade Wagner vunnit sammanlagt 28 SM-guld, individuellt och i lag.
Wagner gjorde comeback hösten 2014 efter två års tränings- och tävlingsuppehåll från gymnastik på elitnivå. Sverige hamnade på 22:a plats och kvalificerade därmed till VM 2015 i Skottland.

### Yrkesverksamhet
Wagner studerade fysioterapi och erhöll kandidatexamen i detta ämne. Hon tog även en yrkesexamen inom fysioterapi och arbetar numer som fysioterapeut med inriktning på behandling av skador och rehabilitering.
Vid olympiska sommarspelen 2012 i London var Wagner expertkommentator i gymnastik för SVT och OS 2016 i Rio för Viasat. Hon kommenterade SM-veckan 2018 tillsammans med AnnaMaria Jansson i SVT. 2021 agerade Wagner återigen expertkommentator för gymnastiken vid Olympiska spelen i Tokyo (Discovery).

## Personbästa
Nedan listas Veronica Wagners personbästa (högsta poängnotering per gren).
- Mångkamp: 56,950 (SM 2007)[25]
- Barr: 13,450 (VM 2007 samt SM 2007)[26]
- Bom: 15,050 (EM 2007)[27]
- Fristående: 14,250 (SM 2007 i Uppsala)
- Hopp: 14,600 (SM 2007 i Uppsala)[28]